# Alexander Erskine-Hill
Sir Alexander Galloway Erskine Erskine-Hill, 1er baronnet (3 avril 1894 - 6 juin 1947) est un homme politique du Parti unioniste écossais.

## Biographie
Il est à l'origine un libéral, se présentant à North Lanark pour ce parti en 1918, mais s'identifie aux unionistes en 1928, prenant la parole à un grand nombre de réunions du parti. Au moment de son élection à Édimbourg-Nord, il est avocat adjoint du Lord Advocate et avocat junior permanent du ministère de l'Agriculture en Écosse. Il est député d'Édimbourg Nord de 1935 à 1945. Il préside le Comité 1922 de 1940 à 1944.
Il est créé baronnet de Quothquhan dans le comté de Lanark le 22 juin 1945.